# George Davis (diretor de arte)
George Davis (Kokomo, 17 de abril de 1914 — 10 de março de 1998) é um diretor de arte estadunidense. Venceu o Oscar de melhor direção de arte em duas ocasiões: por The Robe e The Diary of Anne Frank.